# Giải đua ô tô Công thức 1 Hoa Kỳ 2017
Giải đua ô tô Công thức 1 Hoa Kỳ 2017 (có thể gọi là 2017 Formula 1 United States Grand Prix) là một cuộc đua Công thức 1 được tổ chức ngày 27 tháng 8 năm 2017 tại Trường đua châu Mỹ ở  Austin, Texas, Hoa Kỳ và là vòng thứ 17 của Công thức 1 năm 2017. và đánh dấu lần chạy thứ bốn mươi bảy của Giải đua ô tô Công thức 1 Hoa Kỳ, lần chạy thứ ba mươi chín của cuộc đua được tổ chức như là một giải Vô địch thế giới kể từ mùa giải khai mạc vào 1950, và lần thứ sáu giải vô địch thế giới được tổ chức tại trường đua châu Mỹ ở Austin, Texas.
Tay đua của Mercedes là Lewis Hamilton bước vào vòng đua với 59 điểm hơn người xếp thứ hai của tay đua của đội Ferrari là Sebastian Vettel ở Tay đua vô địch thế giới. Đồng đội của Hamilton là Valtteri Bottas đứng thứ 3, sau người đứng thứ hai 13 điểm. Ở nội dung Đội đua vô địch thế giới, Mercedes dẫn trước 155 điểm hơn, với Red Bull Racing 92 điểm kém hơn đứng hơn ở vị trí thứ 3.
Mercedes đã giành được chức vô địch thế giới lần thứ tư liên tiếp sau khi Hamilton nhất chặng và Bottas đứng thứ 5.

## Tường thuật

### Thay đổi tay đua
Carlos Sainz Jr. chuyển đến Renault và thay thế Jolyon Palmer. Daniil Kvyat trở lại Toro Rosso sau khi bỏ lỡ giải đua ở Malaysia và Nhật Bản, tiếp nhận chiếc xe của Sainz. Nhà vô địch sức bền Thế giới 2015, Brendon Hartley, đã làm chiếc Công thức 1 đầu tiên, lấy ghế của Pierre Gasly (trước đây là Kvyat) tại Toro Rosso. Đây là lần đầu tiên một người New Zealand tham gia cuộc đua xe Công thức 1 trong 33 năm.

### Lốp xe
Nhà cung cấp lốp Pirelli cung cấp cho đội những bộ lazăng cực kỳ mềm, siêu mềm và mềm. Việc xây dựng thương hiệu tím trên lốp cực kỳ mềm đã được thay thế bởi màu hồng cho cuộc đua để nâng cao nhận thức về ung thư vú. Một số đội cũng kết hợp màu hồng vào màu gan của họ để hỗ trợ cho nguyên nhân.

## Vòng phân hạng
| TT                  | Số xe | Tay đua           | Đội đua                   | Vòng 1   | Vòng 2   | Vòng 3    | Vị trí |
| ------------------- | ----- | ----------------- | ------------------------- | -------- | -------- | --------- | ------ |
| 1                   | 44    | Lewis Hamilton    | Mercedes                  | 1:34.822 | 1:33.437 | 1:33.108  | 1      |
| 2                   | 5     | Sebastian Vettel  | Ferrari                   | 1:35.420 | 1:34.103 | 1:33.347  | 2      |
| 3                   | 77    | Valtteri Bottas   | Mercedes                  | 1:35.309 | 1:33.769 | 1:33.568  | 3      |
| 4                   | 3     | Daniel Ricciardo  | Red Bull Racing-TAG Heuer | 1:35.991 | 1:34.495 | 1:33.5771 | 4      |
| 5                   | 7     | Kimi Räikkönen    | Ferrari                   | 1:35.649 | 1:33.840 | 1:33.5771 | 5      |
| 6                   | 33    | Max Verstappen    | Red Bull Racing-TAG Heuer | 1:34.899 | 1:34.716 | 1:33.658  | 162    |
| 7                   | 31    | Esteban Ocon      | Force India-Mercedes      | 1:35.849 | 1:35.113 | 1:34.647  | 6      |
| 8                   | 55    | Carlos Sainz Jr.  | Renault                   | 1:35.517 | 1:34.899 | 1:34.852  | 7      |
| 9                   | 14    | Fernando Alonso   | McLaren-Honda             | 1:35.712 | 1:35.046 | 1:35.007  | 8      |
| 10                  | 11    | Sergio Pérez      | Force India-Mercedes      | 1:36.358 | 1:34.789 | 1:35.148  | 9      |
| 11                  | 19    | Felipe Massa      | Williams-Mercedes         | 1:35.603 | 1:35.155 |           | 10     |
| 12                  | 26    | Daniil Kvyat      | Toro Rosso                | 1:36.073 | 1:35.529 |           | 11     |
| 13                  | 2     | Stoffel Vandoorne | McLaren-Honda             | 1:36.286 | 1:35.641 |           | 203    |
| 14                  | 8     | Romain Grosjean   | Haas-Ferrari              | 1:36.835 | 1:35.870 |           | 12     |
| 15                  | 27    | Nico Hülkenberg   | Renault                   | 1:35.740 | no time  |           | 184    |
| 16                  | 9     | Marcus Ericsson   | Sauber-Ferrari            | 1:36.842 |          |           | 13     |
| 17                  | 18    | Lance Stroll      | Williams-Mercedes         | 1:36.868 |          |           | 155    |
| 18                  | 39    | Brendon Hartley   | Toro Rosso                | 1:36.889 |          |           | 196    |
| 19                  | 94    | Pascal Wehrlein   | Sauber-Ferrari            | 1:37.179 |          |           | 14     |
| 20                  | 20    | Kevin Magnussen   | Haas-Ferrari              | 1:37.394 |          |           | 177    |
| 107% time: 1:41.459 |       |                   |                           |          |          |           |        |
| Nguồn:              |       |                   |                           |          |          |           |        |

Ghi chú
- ^1  – Daniel Ricciardo và Kimi Räikkönen thiết lập thời gian bằng nhau trong Q3. Ricciardo là người đầu tiên thiét lập thời gian của mình, vì vậy anh được coi là đã vượt qua vòng phân hạng trước Räikkönen.
- ^2  – Max Verstappen received a 15-place grid penalty for exceeding his quota of power unit components.[9]
- ^3  – Stoffel Vandoorne received a 30-place grid penalty for exceeding his quota of power unit components.[7]
- ^4  – Nico Hülkenberg received a 20-place grid penalty for exceeding his quota of power unit components.[7]
- ^5  – Lance Stroll received a 3-place grid penalty for impeding Romain Grosjean during qualifying.[10]
- ^6  – Brendon Hartley received a 25-place grid penalty for exceeding his car's quota of power unit components.[7][N 1]
- ^7  – Kevin Magnussen received a 3-place grid penalty for impeding Sergio Pérez during qualifying.[10]

## Vòng đua chính

### Đua
| TT     | Số xe | Tay đua           | Đội đua                   | Số vòng hoàn thành | Thời gian/Lý do bỏ cuộc | Vị trí xuất phát | Điểm |
| ------ | ----- | ----------------- | ------------------------- | ------------------ | ----------------------- | ---------------- | ---- |
| 1      | 44    | Lewis Hamilton    | Mercedes                  | 56                 | 1:33:50.991             | 1                | 25   |
| 2      | 5     | Sebastian Vettel  | Ferrari                   | 56                 | +10.143                 | 2                | 18   |
| 3      | 7     | Kimi Räikkönen    | Ferrari                   | 56                 | +15.779                 | 5                | 15   |
| 4      | 33    | Max Verstappen    | Red Bull Racing-TAG Heuer | 56                 | +16.7681                | 16               | 12   |
| 5      | 77    | Valtteri Bottas   | Mercedes                  | 56                 | +34.967                 | 3                | 10   |
| 6      | 31    | Esteban Ocon      | Force India-Mercedes      | 56                 | +1:30.980               | 6                | 8    |
| 7      | 55    | Carlos Sainz Jr.  | Renault                   | 56                 | +1:32.944               | 7                | 6    |
| 8      | 11    | Sergio Pérez      | Force India-Mercedes      | 55                 | +1 Lap                  | 9                | 4    |
| 9      | 19    | Felipe Massa      | Williams-Mercedes         | 55                 | +1 Lap                  | 10               | 2    |
| 10     | 26    | Daniil Kvyat      | Toro Rosso                | 55                 | +1 Lap                  | 11               | 1    |
| 11     | 18    | Lance Stroll      | Williams-Mercedes         | 55                 | +1 Lap                  | 15               |      |
| 12     | 2     | Stoffel Vandoorne | McLaren-Honda             | 55                 | +1 Vòng                 | 20               |      |
| 13     | 39    | Brendon Hartley   | Toro Rosso                | 55                 | +1 Vòng                 | 19               |      |
| 14     | 8     | Romain Grosjean   | Haas-Ferrari              | 55                 | +1 Vòng                 | 12               |      |
| 15     | 9     | Marcus Ericsson   | Sauber-Ferrari            | 55                 | +1 vòng 2               | 13               |      |
| 16     | 20    | Kevin Magnussen   | Haas-Ferrari              | 55                 | +1 Vòng                 | 17               |      |
| Ret    | 14    | Fernando Alonso   | McLaren-Honda             | 24                 | Động cơ                 | 8                |      |
| Ret    | 3     | Daniel Ricciardo  | Red Bull Racing-TAG Heuer | 14                 | Động cơ                 | 4                |      |
| Ret    | 94    | Pascal Wehrlein   | Sauber-Ferrari            | 5                  | Thiệt hại va chạm       | 14               |      |
| Ret    | 27    | Nico Hülkenberg   | Renault                   | 3                  | Động cơ                 | 18               |      |
| Nguồn: |       |                   |                           |                    |                         |                  |      |

Ghi chú
- ^1  – Max Verstappen nhận hình phạt 5 giây để rời khỏi đường đua và giành được lợi thế..
- ^2  – Marcus Ericsson nhận hình phạt 5 giây vì gây va chạm.

### Bảng xếp hạng giải vô địch sau cuộc đua
|  | TT | Tay đua          | Điểm |
|  | -- | ---------------- | ---- |
|  | 1  | Lewis Hamilton   | 331  |
|  | 2  | Sebastian Vettel | 265  |
|  | 3  | Valtteri Bottas  | 244  |
|  | 4  | Daniel Ricciardo | 192  |
|  | 5  | Kimi Räikkönen   | 163  |

|  | TT | Đội đua                   | Điểm |
|  | -- | ------------------------- | ---- |
|  | 1  | Mercedes                  | 575  |
|  | 2  | Ferrari                   | 428  |
|  | 3  | Red Bull Racing-TAG Heuer | 315  |
|  | 4  | Force India-Mercedes      | 159  |
|  | 5  | Williams-Mercedes         | 68   |